# Ґардабані
Ґардабані (груз. გარდაბანი) – місто в східній Грузії, мхаре Квемо Картлі. Адміністративний центр Ґардабанського муніципалітету. Раніше носило назву Карайя. 

## Географія
Розташоване у східній Грузії, в Ґардабанській долині, на висоті 310 м над рівнем моря. 
Відстань від Тбілісі — 39 км. Кордон з Азербайджаном пролягає за 10 км на південний схід від Ґардабані. 

## Клімат
У місті сухий субтропічний клімат.
| Кліматограма Ґардабані | Кліматограма Ґардабані | Кліматограма Ґардабані | Кліматограма Ґардабані | Кліматограма Ґардабані | Кліматограма Ґардабані | Кліматограма Ґардабані | Кліматограма Ґардабані | Кліматограма Ґардабані | Кліматограма Ґардабані | Кліматограма Ґардабані | Кліматограма Ґардабані |
| --- | ---------------------- | ---------------------- | ---------------------- | ---------------------- | ---------------------- | ---------------------- | ---------------------- | ---------------------- | ---------------------- | ---------------------- | ---------------------- |
| С | Л                      | Б                      | К                      | Т                      | Ч                      | Л                      | С                      | В                      | Ж                      | Л                      | Г                      |
| 23 7 −3 | 27 9 −2                | 43 13 2                | 56 18 7                | 49 24 12               | 29 17                  | 18 33 21               | 17 27 21               | 23 18 16               | 40 20 10               | 37 13 3                | 25 8 −2                |
| Середня макс. і мін. температури повітря (°C) Атмосферні опади (мм), за рік : 387 мм. Джерело: «Climate-Data.org» (англ.) |                        |                        |                        |                        |                        |                        |                        |                        |                        |                        |                        |

## Історія

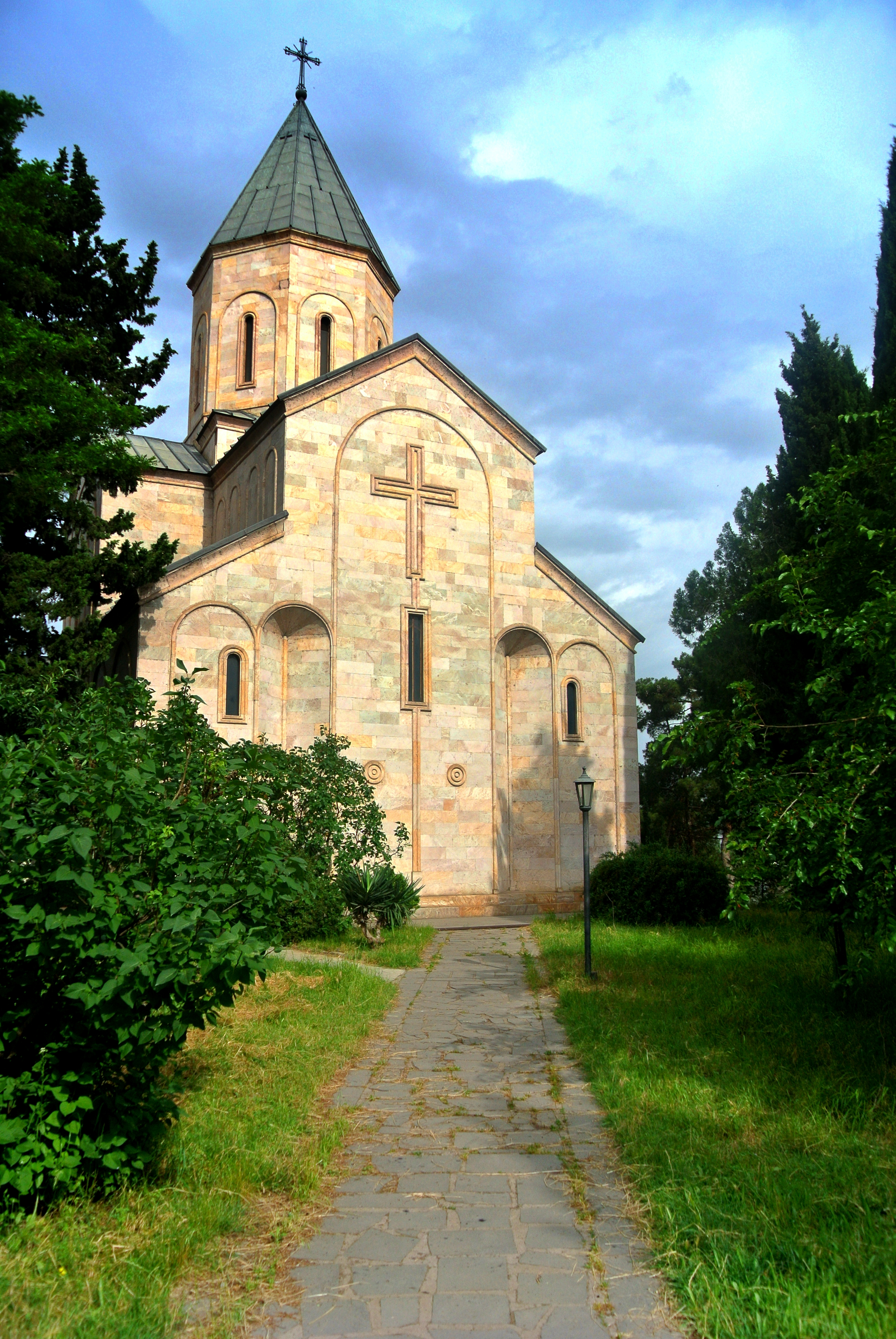
Церква Святого Давида Будівничого

У 18 столітті Ґардабані входив до складу Картлійського та Картлі-Кахетинського царств. Після приєднання Південного Кавказу до Російської імперії розпочалась масова еміграція азербайджанців з Ґардабані, переважно у турецьку провінцію Карс.
Після проголошення незалежності Грузії 26 травня 1918 року уряд офіційно визначив кордони своєї держави, до складу держави увійшлоі місто Ґардабані. 
Статус міста отримало у 1969 році.

## Населення
Станом на 1 січня 2014 року чисельність населення міста налічувала 10,753 тис. мешканців, з яких 70% — етнічні азербайджанці.
| 1886   | 1939    | 1970    | 1979     | 1989     | 2002     | 2014     | 2018     | 2019     | 2020     | 2021     | 2022     |
| ------ | ------- | ------- | -------- | -------- | -------- | -------- | -------- | -------- | -------- | -------- | -------- |
| → 5549 | ↘ 1 846 | ↗ 9 131 | ↗ 13 661 | ↗ 17 176 | ↘ 11 768 | ↘ 10 753 | ↘ 11 321 | ↗ 11 324 | ↘ 11 427 | ↘ 11 650 | ↘ 11 571 |

## Інфраструктура

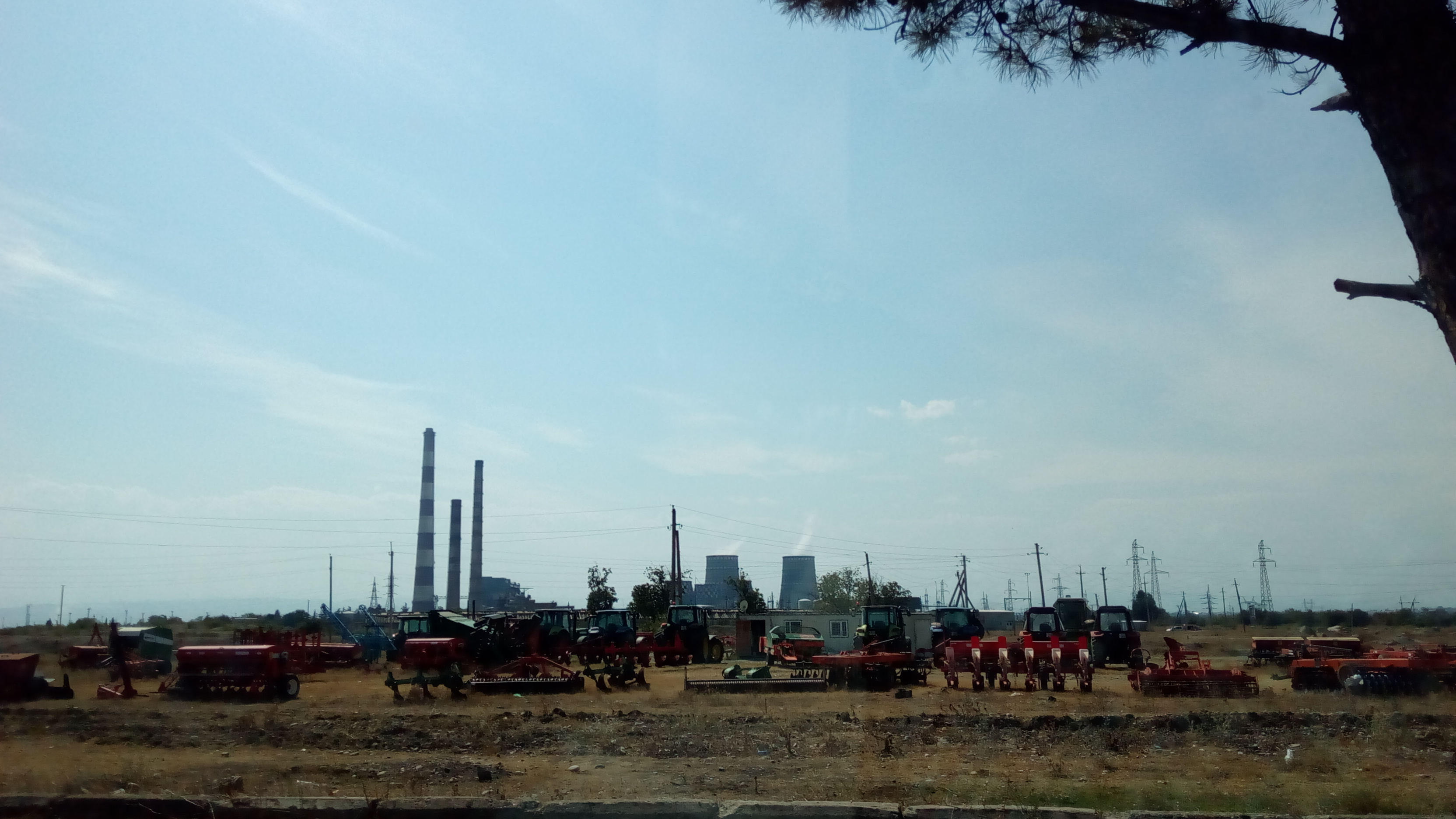
Ґардабанська ТЕС

У місті є залізнична станція, Ґардабанська ТЕС, завод будівельних матеріалів, консервний та картонно-руберойдний заводи, інші малі підприємства.

## Відомі уродженці
- Гоча Джамараулі — грузинський футболіст, півзахисник.